# 긴꼬리할미새사촌

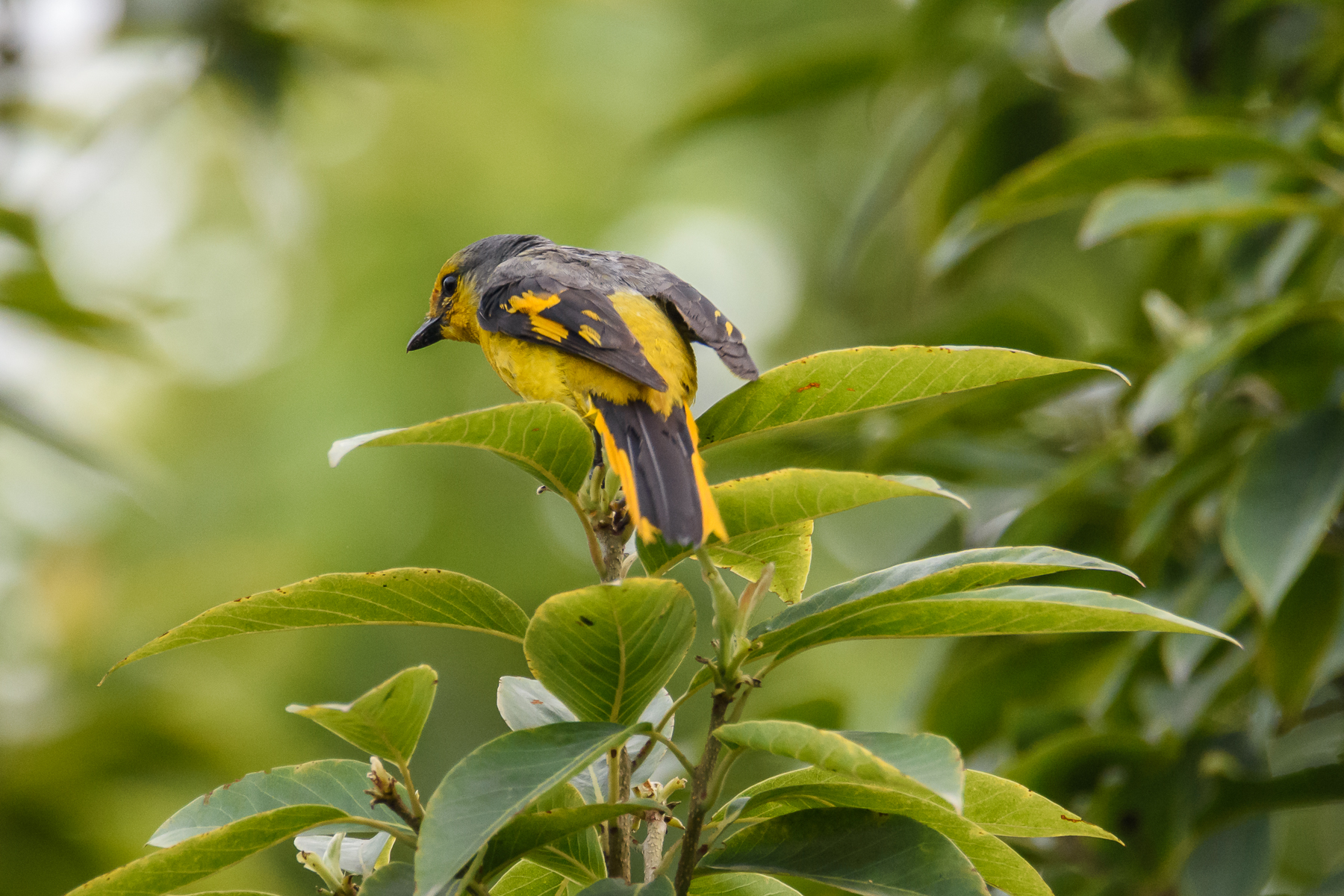
암컷

긴꼬리할미새사촌(Pericrocotus ethologus)은 할미새사촌과의 한 종이다. 남아시아와 동남아시아 지역에 서식하며 구체적으로는 아프가니스탄, 방글라데시, 부탄, 중국, 인도, 라오스, 미얀마, 네팔, 파키스탄, 태국, 베트남에 서식한다. 자연 서식지는 열대·아열대 습윤활엽수림과 열대·아열대의 습한 산지림 지대이다.

## 모습
길이는 17.5~20.5 cm이며, 다른 종들에 비해 꼬리가 긴 편이다. 수컷의 머리, 날개는 검은색이다. 가슴과 배는 주황색이며 날개에도 주황색 무늬가 있다. 암컷은 머리 부분과 날개가 회색이다. 또 가슴과 배는 노란색이며 날개에 노란색 무늬가 있다.